# 한국미즈노
한국미즈노(일본어: 韓國ミズノ株式会社, 영어: Mizuno Korea)는 1906년 일본 오사카에서 설립된 미즈노의 한국지사로 스포츠용품과 골프 용품을 국내에 유통하고 있다. 지사는 서울특별시에 있다.